# Abacetus lecordieri
Abacetus lecordieri es una especie de escarabajo terrestre de la subfamilia Pterostichinae.  Fue descrito por Straneo en 1969. 